# Сихаил

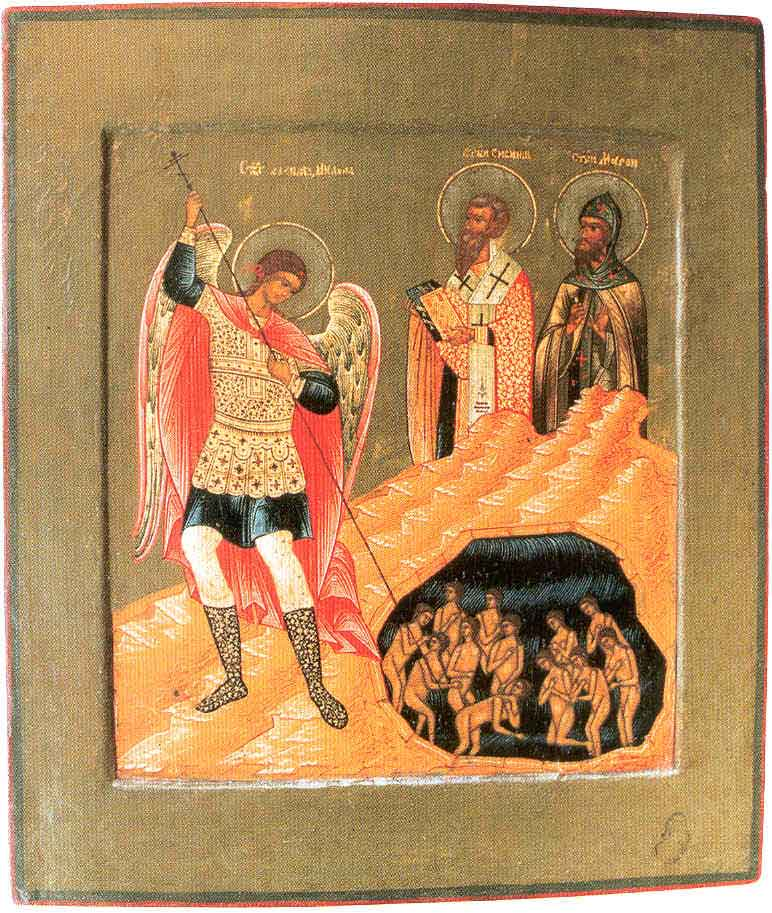
Архангел Сихаил, попирающий двенадцать трясавиц в присутствии святого Сисиния и Марона (икона середины XIX века)

Сихаил («сопровождающий Бога») — архангел в каббалистической и христианской ангелологии. Ангел неизвестен из канонических текстов, его имя упоминается в апокрифических сказаниях, где он выступает победителем бесов.
Имя Сихаила упоминается в предании о «двенадцати трясовницах» (лихорадках), связанном со святым Сисинием. Имя Сихаила присутствует в заклинательных молитвах, известных по новгородским берестяным грамотам XII века (№ 734), а также в заговоре из берестяной грамоты № 930 XV века, излагающем апокрифический сюжет о Сисинии, Сихаиле и двенадцати лихорадках.
В кабалистических источниках Сихаил ассоциируется по-разному: в большинстве как четверг.